# Guldborg
Guldborg ist eine Ortschaft, die sich über die zwei dänischen Inseln Lolland und Falster erstreckt. Es leben dort 530 Einwohner (Stand 1. Januar 2023), davon der weit überwiegende Teil auf Lolland. Die beiden Inseln – und damit auch die beiden Teile des Ortes – werden durch den Guldborgsund voneinander getrennt, sind aber in der Ortschaft durch die Guldborgsundbrücke miteinander verbunden. 
Guldborg erstreckt sich über die Kirchspielsgemeinden (dän.: Sogn) Majbølle Sogn auf Lolland, die bis zur dänischen Kommunalreform von 1970 zur Harde Musse Herred gehörte, und Brarup Sogn auf Falster, die seinerzeit zur Falsters Nørre Herred gehörte, beide im damaligen Maribo Amt. Nach dieser Verwaltungsreform gehörte Majbølle Sogn zur Sakskøbing Kommune, Brarup Sogn zur Nørre Alslev Kommune, beide im Storstrøms Amt. Beide Kommunen sind mit der Kommunalreform Anfang 2007 in der neu gebildeten Guldborgsund Kommune in der Region Sjælland aufgegangen. Brarup Sogn ist am 1. Januar 2020 mit mehreren benachbarten Kirchspielen zum Nordvestfalster Sogn zusammengelegt worden.

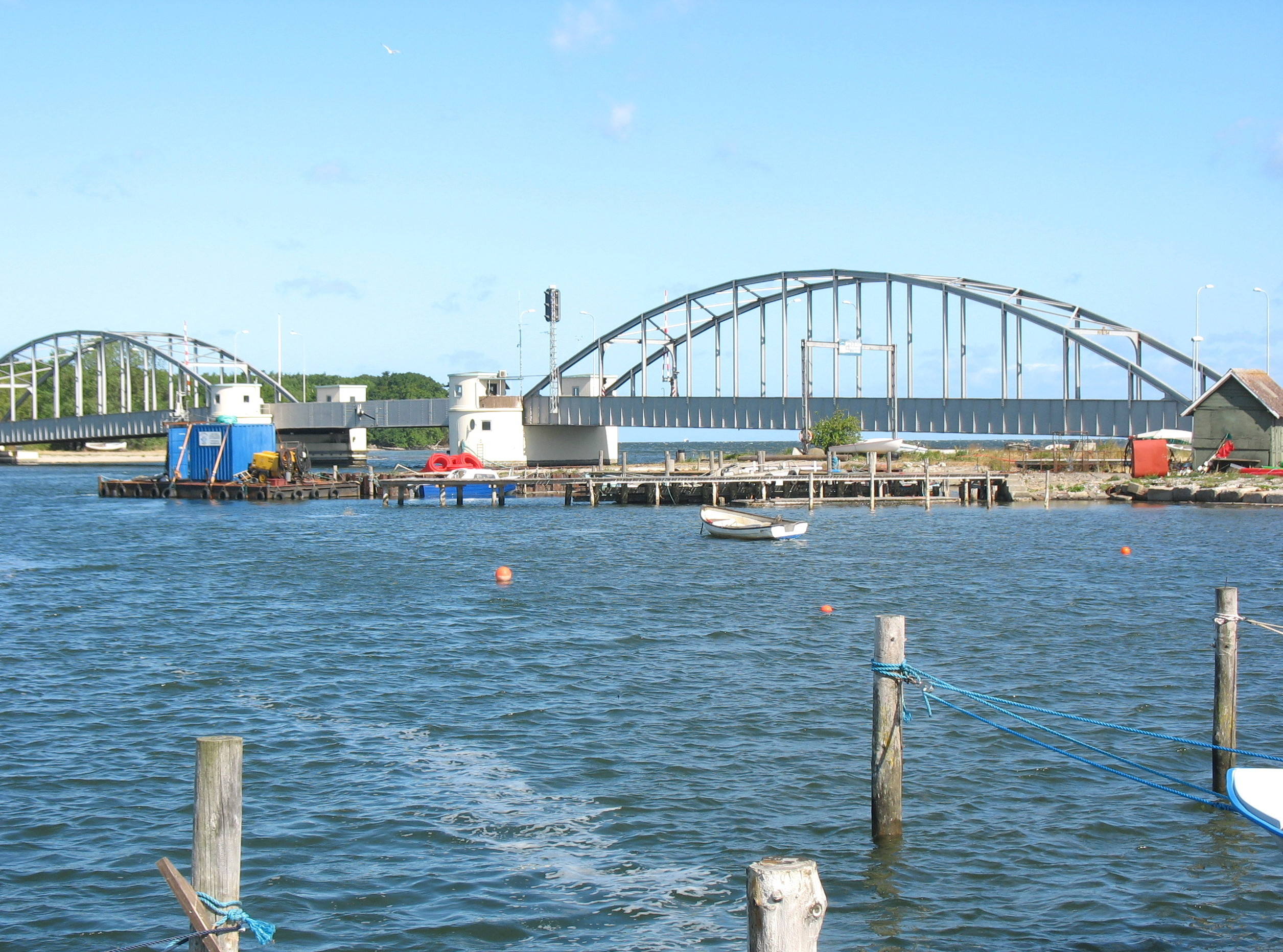
Brücke über den Guldborgsund
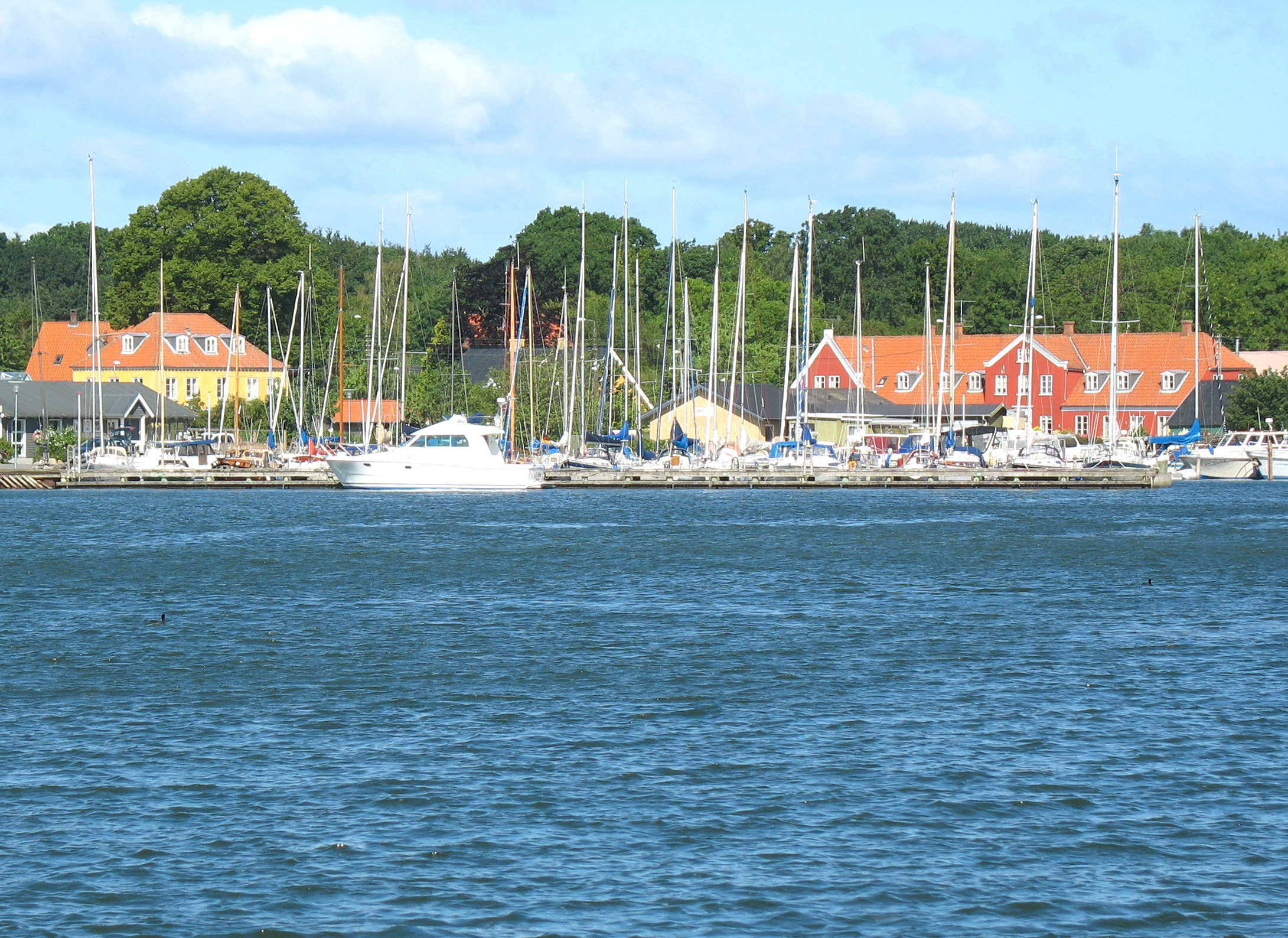
Marina Guldborg